# Nathaniel Arcand
Nathaniel Arcand (né le 13 novembre 1971) est un acteur américain et canadien qui a joué dans la série Heartland (le rôle de Scott Cardinal).

## Biographie
Marié à Shar Arcand ils ont a une fille, Trisha et deux fils, Griffen et Jaden Arcand.
En 2007, il a été choisi pour jouer le rôle principal de Scott Cardinal dans la série dramatique, Heartland aux côtés d'Amber Marshall et Graham Wardle.
Le 29 janvier 2019, il obtient un rôle principal dans la série FBI: Most Wanted, mettant en vedette Julian McMahon, Keisha Castle-Hughes, Alana de la Garza, Roxy Sternberg et Kellan Lutz. À la fin de la deuxième saison, il quitte la série.

## Filmographie

### Cinéma
- 2001 : Speaking of Sex de John McNaughton
- 2007 : Pathfinder - Le sang du guerrier de Marcus Nispel
- 2019 : Sang froid (Cold Pursuit) de Hans Petter Moland : Frederick « Smoke » Alycott

### Télévision

#### Séries télévisées
- 1994-1997 : Au nord du 60e (29 épisodes) : William MacNeil
- 1996 : Un tandem de choc (saison 2, épisode 6) : David Kitikmeot
- 1997 : Incredible Story Studio (saison 2, épisode 8) : Grandpa
- 2000 : Caitlin Montana (3 épisodes) : Garth Crowchild
- 2002 : Jeremiah (saison 1, épisode 3) : Shashona
- 2003 : Da Vinci's Inquest (saison 5, épisode 7) : Vern Walker
- 2004 : Smallville (saison 3, épisode 20) : Jeremiah Holdsclaw
- 2004 : Les Leçons de Josh (saison 1, épisode 4) : Cute Gay Guy
- 2005 : La Petite Maison dans la prairie (Little House on the Prairie) : Kiowa Brave
- 2005 : Into the West (mini-série, épisode 3) : Brings Horse
- 2005 : Da Vinci's City Hall (3 épisodes) : Cage
- 2005 : Shoebox Zoo (13 épisodes) : Cousin Henry
- 2006 : Northern Town : Georgee
- 2007 : Moose TV (8 épisodes) : Clifford Mathew
- 2007-2018 : Heartland : Scott Cardinal (87 épisodes)
- 2009 : Fear Itself (saison 1, épisode 9) : première victime
- 2009 : Les Enquêtes de Murdoch (saison 2, épisode 12) : Jimmy McLeod
- 2009-2015 : Blackstone (27 épisodes) : Victor Merasty
- 2012 : Longmire (pilote) : Avo
- 2013 : Eric's Place (saison 1, épisode 1) : Zack
- 2013-2014 : Arctic Air (11 épisodes) : Bruce Ward
- 2016 : Delmer & Marta (saison 1, épisode 8) : Takoda Callihoo
- 2017 : Supernatural (saison 13, épisode 9) : Derek Swan
- 2017 : Faultline (mini-série) : Scott Eastman
- 2017 : Frontier (3 épisodes) : Wahush
- 2017 : Bull (saison 2, épisode 5) : Makya 'Mack' Benally
- 2017 : Rogue (saison 4, épisode 4) : Miguel Flores
- 2019 : FBI (saison 1, épisode 18) : Agent Clinton Skye
- 2019 : Black Summer (3 épisodes) : militaire
- 2020 : FBI: Most Wanted (rôle principal, saisons 1 et 2) : Clinton Skye
- 2021 : Kung Fu (saison 1, épisode 9) : Hank
- 2023 : "Ma vie avec les Walter boys"

#### Téléfilms
- 1996 : Crazy Horse, le plus grand d'entre nous (Crazy Horse) de John Irvin : Little Hawk
- 2002 : 100 Days in the Jungle de Sturla Gunnarsson : Leonard Carter
- 2002 : À l'épreuve des flammes (Wildfire 7: The Inferno) de Jason Bourque : Red
- 2003 : DreamKeeper de Steve Barron : Broken Lance
- 2003 : The Lone Ranger de Jack Bender : Tonto
- 2005 : Johnny Tootall de Shirley Cheechoo : RT
- 2005 : Waking Up Wally: The Walter Gretzky Story de Dean Bennett : Paramedic
- 2006 : Clean Fight de Bob Fugger : Trevor Queezenence
- 2007 : Trois sœurs dans le Montana (Montana Sky) de Mike Robe : Adam Wolfchild
- 2021 : Un amour de boulanger (The Baker's Son) de Mark Jean : Lyle